# Challes-la-Montagne
Challes-la-Montagne là một xã ở tỉnh Ain, vùng Auvergne-Rhône-Alpes thuộc miền đông nước Pháp.